# Báthory–Apor Szeminárium
A kolozsvári Báthory–Apor Szeminárium, más néven Szent József Fiúnevelde, amelyet Kisépületnek neveznek az oda járó diákok, barokk műemlék épület az Egyetem utcában (str. Universității). A romániai műemlékek  jegyzékében a CJ-II-m-B-07503 sorszámon szerepel. Hajdani lakói – minden sértő szándék nélkül – Szent Jóska néven emlegetik.

## Története
Amikor I. Lipót császár visszaadta a jezsuitáknak a birtokaikat, a rend újra megnyitotta iskoláját Kolozsváron és nagyszabású építkezésekbe kezdtek. Ekkor emelték Apor István alapítványából a szeminárium épületét, amely 1728-ban készült el. Későbbi az udvarra vezető szekérkapu, amelynek zárókövén a dátum 1769. Az építkezéshez részben a kolozsmonostori apátság köveit használták fel. 1776-ban a szemináriumot a piaristák vették át.
1937 és 1944 közt Ocskó Lajos volt itt a rektor. A kommunizmus évei alatt az épületben elemi iskola és internátus volt. Jelenleg a Báthory István Elméleti Líceumhoz tartozik; ez az intézmény legrégebbi épülete.

## Leírása
Az épület homlokzatán, a kapu megtört szemöldökívében egy fülkében Szent József barokk szobra található, „Tu Eris Super Domum Meam” felirattal. Feltehetően 1740-1760 között készítette az akkoriban Kolozsváron élő, német földről idetelepült  Johannes Nachtigall. A szobor nagyon kedvesen,  bensőségesen ábrázolja Szent-József és a kisded kapcsolatát, aki átkarolja a Szent József nyakát és cirógatja. Kiemelendő a szobor lendületessége, József ruhájának redői mintha  mozognának. Az alkotást a kommunizmus idején eltakarták, csak 1990-től látható ismét.
A sötét, szűk bejárati folyosó bal oldalán Bulbuk Emánuel örmény kereskedő (1821–1897) emléktáblája található, aki alapítványt tett a fiúnevelésre. Az udvaron egy belső kapu feletti fülkében az alapító Báthory István szobra látható, ez Vágó Gábor műve 1933-ból. A belső kapu a szilágysomlyói Báthori-vár reneszánsz kapujának kicsinyített másolata.